# بو رين
بو رين (بالإنجليزية: Bo Rein)‏ هو لاعب كرة قاعدة أمريكي، ولد في 20 يوليو 1945 في نايلز في الولايات المتحدة، وتوفي في 10 يناير 1980 في المحيط الأطلسي.

## وصلات خارجية
- بو رين على موقعبيزبول رفرنس.كوم (الدوري الثانوي) (الإنجليزية)